# Deutschlandlied
 (août 2023).
Si vous disposez d'ouvrages ou d'articles de référence ou si vous connaissez des sites web de qualité traitant du thème abordé ici, merci de compléter l'article en donnant les références utiles à sa vérifiabilité et en les liant à la section « Notes et références ».
Das Deutschlandlied (Le Chant de l'Allemagne) ou Das Lied der Deutschen (Le Chant des Allemands) est un chant dont le troisième couplet a été l'hymne national de l'Allemagne de l'Ouest (à la suite d'un échange de courriers en 1952 entre le chancelier Konrad Adenauer et le président fédéral Theodor Heuss), avant de devenir depuis 1990 celui de l'Allemagne réunifiée. 

Einigkeit und Recht und Freiheit.

Les paroles en ont été composées par l'écrivain August Heinrich Hoffmann von Fallersleben en 1841 sur l'île de Heligoland, sur la partition du deuxième mouvement du quatuor à cordes opus 76 no 3 de Joseph Haydn datant de 1797. Les trois couplets ont constitué l'hymne national de la république de Weimar de 1922 à 1933. Seul le premier couplet était chanté sous l'Allemagne nazie.

## Historique

### Origine
La mélodie pourrait être d'origine croate : les premières mesures sont assez similaires au début du chant populaire de Croatie Jutro Rano Ja Se Stanem. Elle a été adaptée par le compositeur autrichien Joseph Haydn en 1797 comme chant d'anniversaire pour l'empereur François II du Saint-Empire. Le titre est alors « Gott erhalte Franz den Kaiser » (« Dieu sauve l'empereur François »), fondé sur le modèle de Dieu sauve le Roi ou God save the King. Lorsque François II devient en 1804 l'empereur François Ier d'Autriche, le chant est adopté comme hymne impérial de l'Empire autrichien avec les paroles « Gott erhalte, Gott beschütze/ unsern Kaiser, unser Land […] » (« Dieu conserve, Dieu protège/ notre Empereur, notre pays […] »).

### LeXIXesiècle
Le XIXe siècle marque un tournant décisif dans l'histoire de l'Europe à travers le développement de l'industrialisation, l'éclosion des nationalismes et l'aspiration des peuples à plus de liberté. Sur les cendres du Saint-Empire romain germanique aboli par Napoléon en 1804, l'Allemagne est divisée. Son territoire est morcelé en une multitude d'États rivaux, royaumes et principautés jaloux de leurs privilèges. Les Allemands sont vaincus (notamment à la bataille d'Iéna) et humiliés par les Français. Afin de retrouver une unité et une fierté après la domination napoléonienne, les penseurs germaniques mettent alors en avant la seule chose susceptible à leurs yeux de pouvoir réunir à nouveau tous les Allemands : la culture. L'exaltation du rôle historique de l'espace germanique et de ses valeurs « traditionnelles » se fond dans le mouvement nationaliste naissant. Dans les rues et sur le papier on se bat pour l'unité, le droit et la liberté de la patrie allemande (« Einigkeit und Recht und Freiheit für das deutsche Vaterland »). Le professeur August Heinrich Hoffmann von Fallersleben participe à ce mouvement, mais il est exilé par le royaume de Prusse conservateur qui juge ses idées politiques dangereuses. C'est durant cette période, en 1841, qu'il compose le Deutschlandlied, pour exprimer son désir d'une Allemagne forte et unie, mais aussi plus libérale.
Les mots « Deutschland, Deutschland über alles, über alles in der Welt » doivent dans ce contexte être compris comme un appel aux souverains allemands à mettre de côté leurs querelles et à concentrer leurs efforts sur l'unification de l'Allemagne. En allemand, « über alles » signifie « par-dessus tout » dans le sens de priorité et non de primauté ou supériorité, ce qui serait « über allem ». De plus, à l'époque de Fallersleben, ce texte avait une connotation politique libérale, car l'aspiration à une Allemagne unie allait souvent de pair avec la réclamation de plus de libertés, comme la liberté d'expression, la liberté de la presse et autres droits de l'homme.
Ainsi, les frontières de la « patrie allemande » que décrivent le premier couplet ne doivent nullement être considérées comme des frontières politiques, mais marquent les limites de la langue et de la culture allemandes de l'époque. Cependant, la volonté des nationalistes originels de réunir dans un même État tous les citoyens allemands (de culture allemande) fournira un modèle et un objectif plus tard aux partisans de la solution grande-allemande.
En 1871, le chancelier Bismarck réalise le rêve d'unification allemande sous l'égide autoritaire de la Prusse et crée le IIe Reich. Les nécessités de la Realpolitik ont exclu de facto l'Autriche du nouvel État.
Le chant Heil dir im Siegerkranz (Salut à toi dans la couronne de victoire) fut de 1871 à 1918 l'hymne non-officiel de l'Empire allemand. Le texte avait été écrit par Heinrich Harries le 27 janvier 1790 sur la musique du God Save the King pour l'anniversaire du roi du Danemark Christian VII. Lorsque l'Empire allemand fut mis en place, le mot « Kaiser » (empereur) remplaça celui de « König ».

## Mélodie

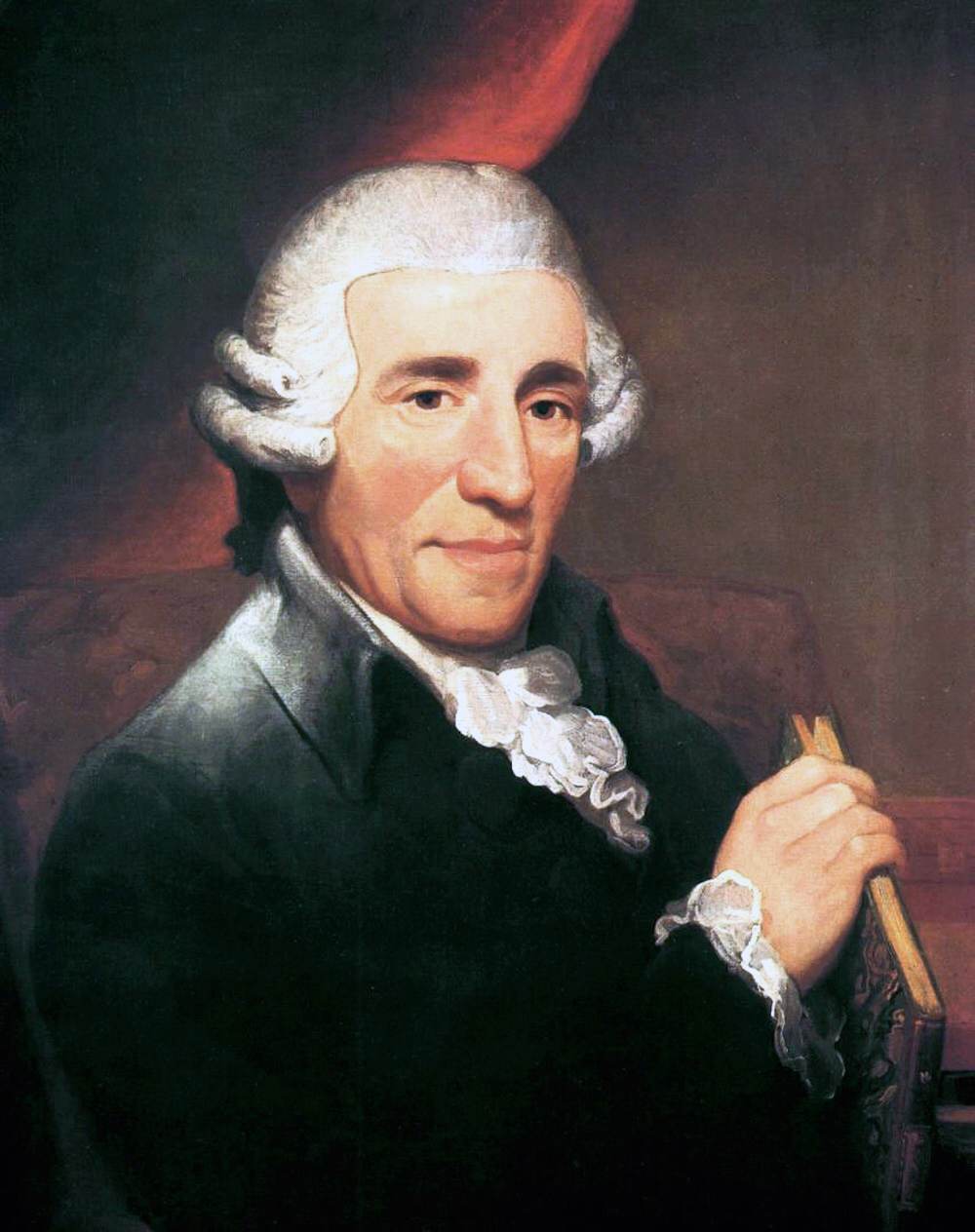
Joseph Haydn, compositeur de la mélodie.

### Première guerre mondiale
Ce n'est qu'au cours de la Première Guerre mondiale que le Heil dir im Siegerkranz a pris de l'importance, lorsque l'Oberste Heeresleitung (OHL) a fait savoir qu'il avait été entonné spontanément par des soldats allemands lors d'un combat à proximité de la localité belge de Langemarck, au nord d'Ypres. Le lendemain, l'OHL commenta les événements du 10 novembre 1914 dans un rapport - visiblement formulé dans un but de propagande - lourd de conséquences, que presque tous les journaux allemands reproduisirent en première page.

### La République de Weimar (1919-1933)
À la suite de la défaite allemande clôturant la Première Guerre mondiale, un nouveau régime plus démocratique succède à l'Empire. La République de Weimar, d'orientation sociale et libérale, fait l'expérience de la démocratie et accorde de nouveaux droits politiques et sociaux, accomplissant enfin le double souhait de Fallersleben. Les trois couplets du Deutschlandlied deviennent l'hymne national officiel en 1922. Cependant, le traité de Versailles a laissé un goût amer chez les vaincus. Dans les années suivantes se développe un sentiment d'injustice qui se transforme rapidement en désir de revanche, renforcé par la crise économique des années 1930. Le premier couplet est alors récupéré et utilisé par des partis nationalistes tel que le NSDAP et réajusté pour s'accorder avec leurs idéologies.

### Le Troisième Reich (1933-1945)
Ainsi « Deutschland, Deutschland über alles » est réinterprété par les nationaux-socialistes comme « L'Allemagne doit dominer le monde », et l'idée d'une patrie unifiée pour tous les Allemands devient le dogme « Heim ins Reich » (« retour [de territoires] au Reich »). L'idéologie nazie se réapproprie les aspirations pangermanistes dans leur forme la plus extrême (ex : racisme) pour justifier sa politique expansionniste et ses actes criminels comme la Shoah. Sous le régime nazi, à l'occasion des cérémonies officielles, le premier couplet du Deutschlandlied est joué avant le Horst-Wessel-Lied, hymne du parti nazi.

### La nation divisée (1945-1991)

Géographie du 1er couplet, en vert foncé.

Après la chute du IIIe Reich, l'Allemagne est occupée par les puissances alliées et n'existe plus en tant qu'État. Soviétiques à l'est et Occidentaux à l'ouest se partagent et occupent ses dépouilles. Les symboles nationaux allemands, hymne et drapeau, sont retirés. Pourtant les impératifs géopolitiques nés de la Guerre froide reprennent bientôt le dessus. L'affrontement Est-Ouest exige que les Allemands reprennent leur destin en main et assurent eux-mêmes leur défense. En 1949 est créée la RFA en zone occidentale, puis la RDA en zone soviétique, selon deux modèles diamétralement opposés. La question de la dénazification se pose alors avec une acuité particulière.
En Allemagne de l'Ouest, alors que se reconstruit une nouvelle nation démocratique, toutes les connotations pangermanistes qui collent désormais au Deutschlandlied posent un problème à utiliser les couplets nationalistes de l'ancien hymne. L'évocation de frontières orientales qui ne sont plus de fait celles de l'Allemagne peut aussi faire apparaître la première strophe comme revanchiste et cela même si la ligne Oder Neisse ne deviendra la frontière officielle de l'Allemagne qu'en 1989. Les territoires orientaux étant seulement sous administration provisoire polonaise et russe. Mais le chant conserve une grande valeur symbolique aux yeux de la population. Il est chanté officiellement en avril 1950, à Berlin, à l'initiative du chancelier Konrad Adenauer. Ce sujet sensible est à la source de disputes entre le chancelier fédéral Konrad Adenauer, conservateur et fidèle aux traditions, et le président fédéral Theodor Heuss, démocrate qui préfèrerait tirer un trait sur les éléments honteux du passé. On décide finalement de garder le chant comme hymne national, mais épuré de ses accents guerriers et références territoriales. Pour les occasions officielles il est donc réduit à son troisième couplet. L'ordre est confirmé par Theodor Heuss le 6 mai 1952. La dernière fois que la première strophe est chantée lors d'un événement officiel est à la suite de la victoire allemande pendant la finale de la coupe du monde de football de 1954 à Berne, par le public.
En Allemagne de l'Est, pour des raisons naturelles d'incompatibilité idéologique, le Deutschlandlied ne peut être repris. Les communistes est-allemands choisissent comme hymne national Auferstanden aus Ruinen de Johannes R. Becher et Hanns Eisler, dont le message est plus conforme à l'esprit soviétique.

### Depuis la réunification (1991 à nos jours)
Après la chute du mur de Berlin en 1989 et la réunification allemande en 1990, le troisième couplet, porteur de valeurs démocratiques modernes comme le respect du Droit, de la Liberté, ou la recherche du bonheur, est adopté comme hymne national de toute l'Allemagne. Il est confirmé le 19 août 1991 par une lettre du président Richard von Weizsäcker au chancelier Helmut Kohl. Les deux premiers ne sont pas interdits stricto sensu, mais ils ne sont jamais prononcés lors des événements officiels. Chanter ou utiliser le premier couplet est généralement perçu comme l'expression de vues politiques très à droite, voire ouvertement néo-nazies. Pour éviter toute confusion préjudiciable, les paroles sont rarement chantées.
Hors d'Allemagne, cette distinction est moins connue et provoque régulièrement des incidents diplomatiques et des discussions. Ainsi, lors de l'Euro 2008, la chaîne suisse SF sous-titre avec les paroles de l'hymne traditionnel (1er, 2e et 3e couplet) pendant l'hymne allemand (3e couplet uniquement), lors du match Autriche-Allemagne. « L'erreur est impardonnable » regrette SF. En 2011, les organisateurs des championnats du monde de canoë-kayak diffusent l'intégralité du chant après le titre d'Anne Knorr et Debora Niche. Lors de la Fed Cup de 2017 à Hawaï, cette version de l'hymne a été jouée au début de la rencontre Allemagne-USA. 
En dehors du monde sportif, le chanteur Pete Doherty provoque un scandale en entonnant « Deutschland, Deutschland über alles » lors d'un concert organisé à Munich. Hué par le public, il se fait expulser de la scène, avant de s'excuser le jour même. Cette réaction fait douter du réalisme d'une scène de la série télévisée Pan Am ; dans l'épisode 3, Escale à Berlin, diffusé pour la première fois en 2011, l'hôtesse de l'air française Colette Valois chante le fameux premier couplet lors d'une réception à Berlin-Ouest en 1963 sans provoquer de scandale. Dans le monde diplomatique, l'erreur passe encore moins bien. Le programme officiel des cérémonies du 11 novembre 2009 à Paris – dont l'invitée d'honneur est Angela Merkel – mentionnait « l’hymne allemand : « Deutschland über alles » ». Le ministère de la Défense français doit reconnaître l'erreur, qui est corrigée dans le programme final. L'année suivante, le président chilien Sebastian Piñera, écrit dans le livre d’or de la présidence allemande un texte en anglais puis la phrase en allemand « Deutschland über alles » sous les yeux du président allemand Christian Wulff. Il s’en excuse ensuite, déclarant ne pas être au courant de la signification historique que revêtait cette phrase en Allemagne.

## Paroles

### Deutschlandlied
Seul le troisième couplet du chant constitue l'actuel hymne national allemand.